# Paraná Soccer Technical Center
O Paraná Soccer Technical Center (Centro de Treinamento de Futebol do Paraná), conhecido pela sigla PSTC, é um clube de futebol com sede em Alvorada do Sul, Paraná. O clube participa do Campeonato Paranaense de Futebol e manda seu jogos no Estádio Municipal Álvaro Alves, na cidade de Alvorada do Sul.
O clube é reconhecido no cenário brasileiro de futebol por ser uma equipe que revelou vários jogadores como, Alan Bahia, Dagoberto, Guilherme, Jádson e Rafinha. Entre todos os jogadores revelados pelo PSTC, destacam-se dois, que defenderam a seleção brasileira em Copas do Mundo, Fernandinho, em 2014 e 2018, e Kléberson, em 2002 e 2010.

## História
O PSTC surgiu em 1994, a partir de uma proposta de um grupo de empresários. Eles tinham como objetivo criar em Londrina um centro esportivo para o desenvolvimento técnico da prática do futebol e a formação de atletas profissionais.
Os frutos começaram a render já em 1998. A primeira grande revelação do PSTC foi o volante e atual técnico da equipe profissional, Reginaldo Vital, negociado em 1998 com Gamba Osaka- JAP, através da parceria com o Paraná Clube.
Estando sempre entre as quatro melhores equipes do Paraná, o PSTC conquistou o primeiro título de expressão no ano 2000, quando venceu o Campeonato Paranaense Sub-17. Este feito voltou a se repetir em 2002, 2003 e 2008, ano em que também foi campeão do Campeonato Paranaense Sub-15 pela primeira vez.
Desde 2010, o PSTC vem disputando competições como time profissional. Nas suas duas primeiras participações no Campeonato Paranaense da 3ª divisão, o clube não conseguiu o acesso. Já em 2012, o PSTC ficou com a 3ª colocação, chegando assim à Segunda Divisão do Campeonato Estadual. No ano de estreia na segundona, o clube fez uma parceria com o município de Cornélio Procópio, tornando-se o PSTC Procopense, equipe que terminou sua participação na 6ª colocação em 2013 e 4ª colocação em 2014.
A parceria foi mantida em busca do sonho de chegar à elite do futebol paranaense em 2015. Com o Estádio Ubirajara Medeiros em Cornélio Procópio passando por reformas, o PSTC mandou seus jogos em Sertanópolis. A campanha não poderia ter sido melhor, foram 14 jogos, com 9 vitórias e a conquista de uma vaga na série A do Campeonato Paranaense. Além disso, o PSTC Procopense fechou com chave de ouro sua participação, sagrando-se Campeão Paranaense da Segunda Divisão de forma invicta.
Em 2016, sua estreia na elite do futebol Paranaense foi surpreendente. O time chegou até a semifinal do campeonato, sendo o único ‘intruso” da fase, já que os outros três classificados foram o Coritiba, Paraná e Atlético Paranaense – famoso “Trio de Ferro” do Paraná.  Essa mesma campanha, rendeu ao clube uma vaga para disputar o Título do Interior e uma vaga na série D do Campeonato Brasileiro. Na final do interior, o adversário foi o tradicional Londrina, que venceu o time procopense nos pênaltis, em uma partida emocionante no Ubirajara Medeiros.
No Brasileiro, o PSTC jogou com equipes do estado de São Paulo, Santa Catarina e Rio Grande do Sul. O clube procopense lutou até a última rodada da primeira fase por uma classificação, mas esta não veio. Apesar disso, o time ficou muito satisfeito a sua primeira campanha em uma competição nacional.
Em 2019 o clube foi campeão da Segunda Divisão Paranaense.

## Revelações
O trabalho do PSTC sempre teve como objetivo revelar atletas para grandes clubes do futebol brasileiro. Os resultados começaram logo cedo com à negociação do meia Reginaldo Vital para o Paraná Clube e posteriormente para o Gamba Osaka. Além dele, vários outros atletas foram formados pelo clube, e ganharam destaque no cenário do futebol mundial, como Dagoberto e Jádson.
Na conquista do Bi-campeonato paranaense Sub-17 em 2002, o grande destaque ficou por conta do capitão Fernandinho, que também foi negociado como o Atlético-PR, seguindo os passos de Dagoberto e Jadson. Já jogando pela equipe curitibana, Fernandinho representou o Brasil no mundial Sub-20 em 2003, marcando o gol do título na final contra a Espanha. Em 2005, o volante foi jogar no Shaktar Donetsk, onde ficou até 2013, ano em que foi negociado com o Manchester City. No clube inglês, Fernandinho destacou-se logo no primeiro ano. As boas atuações lhe rendeu uma convocação para representar o Brasil na Copa do Mundo de 2014. O nome de maior destaque entre os atletas revelados pelo PSTC é o do volante Kléberson, que deixou o clube em 1999 em direção ao Atlético Paranaense.
Além destes outros atletas de destaque que foram revelados pelo PSTC são o goleiro Guilherme (Lokomotiv Moscou) e os laterais Abner (Real Madrid Castilla) e Rafinha (São Paulo).

## Títulos
| Estaduais | Estaduais                               | Estaduais | Estaduais   |
|           | Competição                              | Títulos   | Temporadas  |
| --------- | --------------------------------------- | --------- | ----------- |
|           | Campeonato Paranaense - Segunda Divisão | 2         | 2015 e 2019 |

## Estatísticas

### Participações
|  | Participações em 2025 |

| Competição | Competição            | Temporadas | Melhor campanha       | Estreia | Última | P | R |
| Paraná     | Campeonato Paranaense | 4          | 4º colocado (2016)    | 2016    | 2024   |   | 3 |
| Paraná     | 2ª Divisão            | 7          | Campeão (2015 e 2019) | 2013    | 2025   | 3 | 1 |
| Paraná     | 3ª Divisão            | 3          | 3º colocado (2012)    | 2010    | 2012   | 1 |   |
| Brasil     | Série D               | 2          | 52º colocado (2016)   | 2016    | 2017   | – |   |
| Brasil     | Copa do Brasil        | 1          | 2ª fase (2017)        | 2017    | 2017   |   |   |

### Últimas Temporadas
Legenda: 
| Campeão Vice-campeão Eliminado na semifinal. | Campeão do Interior Rebaixado à divisão inferior. Campeão e promovido à divisão superior Promovido à divisão superior. |

### Retrospecto em competições oficiais
Última atualização: Série D de 2017.
| Competição | Competição | Temporadas | Títulos | Pts. | J  | V | E | D | GP | GC |
| ---------- | ---------- | ---------- | ------- | ---- | -- | - | - | - | -- | -- |
| Brasil     | Série D    | 2          | –       | 9    | 12 | 2 | 3 | 7 | 9  | 19 |

## Principais revelações do clube
- Alan Bahia
- Dagoberto
- Deivid
- Fernandinho
- Guilherme
- Jádson
- Kléberson
- Rafinha